# Klaus (pel·lícula)
Klaus és una pel·lícula espanyola d'animació, escrita i dirigida per Sergio Pablos en el seu debut com a director. Va ser estrenada en cinemes el 8 de novembre de 2019 i està disponible a nivell mundial en la plataforma Netflix des del 15 de novembre del mateix any.
L'argument està centrat en la llegenda del Pare Noel a través de les experiències de Jesper, un carter destinat, contra la seva voluntat, a una illa del cercle polar.

## Argument
Jesper és un jove de família benestant a qui el seu pare, responsable del servei de correus, intenta convertir en un home de profit inscrivint-lo en l'acadèmia postal. Malgrat això, segueix mostrant una actitud apàtica i es nega a aprendre l'ofici, per la qual cosa el seu pare decideix destinar-lo a Smeerensburg, capital d'una remota illa del cercle polar àrtic, per obrir una oficina de correus. A més d'anar-hi en contra de la seva voluntat, se li imposa una missió: haurà de lliurar 6000 cartes en un any o en cas contrari serà desheretat.
En arribar a l'illa, Jesper descobreix que a Smeerensburg mai no s'han intercanviat cartes perquè els seus habitants pertanyen a dos clans, els Ellingboe i els Krum, que viuen enfrontats des de temps immemorials. No obstant això, tot canviarà després de conèixer Klaus, un misteriós fuster que viu aïllat en una cabanya repleta de joguines que ell mateix ha fabricat, i Alva, una peixatera que abans havia estat mestra d'escola.
Després que Klaus trobi el dibuix d'un nen entristit perquè el seu pare no el deixa sortir de casa, busca en Jesper i l'obliga a lliurar un regal misteriós de nit: una granota de peluix que tenia en el seu magatzem. Després de rebre aquest obsequi, els nens del poble visiten al carter demanant-li més joguines i Jesper ho aprofita per impulsar l'enviament de cartes que li permetin aconseguir el seu objectiu, utilitzant tant els regals de Klaus com els aprenentatges d'Alva. Els diferents actes de generositat que se succeeixen acabaran per transformar el poble sencer, encara que els líders dels clans enfrontats vulguin impedir-ho.

## Història
El creador de Klaus és l'animador espanyol Sergio Pablos, que prèviament havia treballat com a dissenyador en diverses pel·lícules de Walt Disney en la seva etapa de renaixement —A Goofy Movie, El geperut de Notre Dame, Hèrcules, Tarzan—, ha va produir la cinta hispanoargentina Metegol, i és el creador de la història que va inspirar la saga Gru, el meu dolent preferit. En la dècada del 2000 havia fundat el seu propi estudi d'animació, The SPA Studios, juntament amb la seva esposa Marisa Román.
Pablos va idear l'any 2010 un projecte de pel·lícula feta amb animació tradicional i basada en els orígens de la llegenda del Pare Noel. Per distingir-la d'altres produccions similars es va centrar en la texturización i en la il·luminació volumètrica, tant dels personatges com dels fons, que atorgaven al conjunt una sensació tridimensional.
L'any 2015 va presentar un avançament en diversos festivals d'animació per atreure inversors. Després que diversos estudis rebutgessin finançar-la per considerar-la «massa arriscada», va acabar arribant a un acord de producció amb Atresmedia Cine. I al novembre de 2017, Netflix es va fer amb els drets de distribució a nivell mundial. Si bé Netflix ja havia produït diverses sèries d'animació, Klaus era la primera pel·lícula exclusiva d'aquest gènere al seu catàleg.
Klaus es va exhibir per primera vegada en el Festival Internacional d'Annecy de 2019, i es va acordar la seva estrena en algunes sales de cinema el 8 de novembre de 2019, amb l'objectiu que pogués ser preseleccionada als Premis Óscar. Finalment, el 15 de novembre del mateix any va ser estrenada a nivell mundial a Netflix.
El 13 de gener de 2020 va ser nominada a l'Óscar a la millor pel·lícula d'animació. A més ha estat nominada a set premis Annie, dos premis Goya i un premi BAFTA.

## Temàtica
Klaus adapta la llegenda del Pare Noel a un univers realista en què aquesta figura sorgeix des de zero. Per escriure el guió, Sergio Pablos va prendre els diferents elements que conformen la tradició i va voler reinventar-los sense elements màgics ni tòpics del cinema nadalenc. D'aquesta manera, totes les accions s'expliquen a través de les experiències del repartiment i de la tradició oral, especialment els actes de generositat desinteressada.
La motivació de Klaus per repartir joguines és casual: en trobar-se el dibuix d'un nen entristit que Jesper havia perdut, el fuster decideix contactar amb el carter i l'obliga a lliurar una de les joguines que tenia en el seu magatzem. En el transcurs de la pel·lícula s'estableixen també la relació entre els personatges, l'origen del vestit vermell, els rens del trineu, i per què Klaus havia fabricat tantes joguines al llarg de la seva vida.
En un primer moment, el protagonista anava a ser un humil escura-xemeneies, però Pablos va considerar que no funcionava a l'hora de transmetre els valors de l'altruisme. D'aquesta manera va decidir canviar-ho per Jesper, un jove egoista la personalitat del qual evoluciona arran dels actes bondadosos que se succeeixen. El fet que sigui un carter respon a les cartes que els nens escriuen al Pare Noel per demanar-li regals, però també és una metàfora de la importància que la carta sempre ha tingut en la comunicació entre persones.
Un dels aspectes més destacables de la pel·lícula són els personatges del poble lapó, que en el guió acaben sent els acompanyants de Klaus. Pablos va decidir incloure'ls com un element distintiu de la cultura escandinava, ja que no podia utilitzar els tradicionals elfs. Durant el rodatge va decidir que només parlessin en llengua sami sense subtítols per reforçar el xoc cultural de Jesper en la seva nova destinació; la principal figura sami, Margu, va ser interpretada per una nena de Tromsø que només sabia parlar en lapó.
Per crear la ciutat de Smeerensburg, Pablos es va inspirar en l'assentament real de Smeerenburg en l'arxipèlag noruec de Svalbard. Aquest lloc, avui abandonat, va estar habitat en el segle XVII per neerlandesos i danesos que es dedicaven a la pesca de balenes.

## Producció
La major part de Klaus es va fer des de la seu de SPA Studios a Madrid, amb un equip internacional format per més de 250 persones. A més de Pablos i Román, la pel·lícula va comptar amb un equip de producció integrat per Jinko Gotoh (El Petit Príncep, La Lego pel·lícula 2), Matthew Teevan (El llibre de la vida) i Mikel Lejarza Ortiz (Planet 51, La isla mínima) entre d'altres. Els directors van ser Sergio Pablos i Carlos Martínez López, mentre que la banda sonora li va ser confiada al compositor Alfonso González Aguilar.
Tot el procés es va fer amb animació bidimensional dibuixada sobre suport digital, usant el programari Toon Boom Harmony. En la il·luminació volumètrica es va recórrer al estudi francès Les Films Du Poisson Rouge, propietari de la tecnologia amb la qual tot l'equip va treballar. Klaus ha comptat amb una subvenció del Centre Nacional del Cinema i de la Imatge Animada de França (CNC).

## Actors de veu
La pel·lícula ha estat doblada originalment en anglès amb alguns diàlegs en sami. Netflix va confirmar els rols protagonistes enJason Schwartzman (Jesper), J.K. Simmons (Klaus) i Rashida Jones (Alva), a més de les col·laboracions de Joan Cusack i Norm MacDonald entre d'altres.
Hi ha dues versions en castellà, i en tots dos casos els protagonistes van recaure en artistes coneguts per al gran públic abans que en actors de veu especialitzats. En la versió per a Espanya corresponen a Quim Gutiérrez com a Jesper, Luis Tosar com a Klaus i Belén Cuesta com a Alva. I en la versió per a Llatinoamèrica van ser confiats a Sebastián Yatra, Joaquín Cosío i Cecilia Suárez respectivament.

## Premis i nominacions

### Premis Òscar
| Any  | Categoria                    | Nominat                      | Resultat |
| ---- | ---------------------------- | ---------------------------- | -------- |
| 2019 | Millor pel·lícula d'animació | Millor pel·lícula d'animació | Nominat  |

### Premis Annie
| Any  | Categoria                     | Nominat                             | Resultat   |
| ---- | ----------------------------- | ----------------------------------- | ---------- |
| 2019 | Millor pel·lícula d'animació  | Millor pel·lícula d'animació        | Guanyadora |
| 2019 | Millor direcció               | Sergio Pablos                       | Guanyador  |
| 2019 | Millor guió gràfic            | Sergio Pablos                       | Guanyador  |
| 2019 | Millor animació de personatge | Sergio Martins                      | Guanyador  |
| 2019 | Millor disseny de personatge  | Torsten Schrank                     | Guanyadora |
| 2019 | Millor disseny de producció   | Szymon Biernacki, Marcin Jakubowski | Guanyadors |
| 2019 | Millor edició                 | Pablo García Revert                 | Guanyador  |

### Premis Goya
| Any  | Categoria                    | Nominat                      | Resultat |
| ---- | ---------------------------- | ---------------------------- | -------- |
| 2019 | Millor pel·lícula d'animació | Millor pel·lícula d'animació | Nominat  |
| 2019 | Millor cançó original        | «Invisible»                  | Nominat  |